# JAD
.jad — файл-«дескриптор» в текстовом формате. В нём находится вспомогательная информация, необходимая Java-машине для корректного запуска мидлета.
Предварительно при загрузке мидлета с WAP телефон скачивает .jad-файл, показывает имя и размер мидлета, а потом скачивает сам мидлет. Свойства .jar-файла, а также ссылка на него получаются из .jad-файла, потом (по вашему согласию) начинается скачивание .jar.

## Пример .jad файла
```
Manifest-Version: 1.0
Created-By: Apache Ant 1.5.1
MIDlet-1: Book Reader by TC, , br.BookReader
MIDlet-Name: BookReader
MIDlet-Vendor: tequilaCat
MIDlet-Version: 1.3.6
MicroEdition-Configuration: CLDC-1.0
MicroEdition-Profile: MIDP-1.0
MIDlet-Jar-Size: 24575
MIDlet-Jar-URL: bookreader.jar
TC-BookReader-Logging: true

```

- Manifest-Version: 1.0 — версия манифеста
- MIDlet-1: Book Reader by TC, , br.BookReader — имя мидлета, в списке приложений (Book Reader by TC), иконка, команда запуска мидлета (br.BookReader)
- MIDlet-Name: BookReader — имя, отображаемое при загрузке
- MIDlet-Vendor: tequilaCat — разработчик
- MIDlet-Version: 1.3.6 — версия мидлета
- MicroEdition-Configuration: CLDC-1.0 и MicroEdition-Profile: MIDP-1.0 — требуемые стандарты CLDC 1.0 и MIDP 1.0.
- MIDlet-Jar-Size: 24575 — Размер файла JAR в байтах.
- MIDlet-Jar-URL: bookreader.jar — ссылка на файл .JAR.